# Josef Dierkes (Politiker, 1928)
Josef Dierkes (* 12. Juni 1928 in Menne; † 31. Juli 2014) war ein deutscher Kommunalpolitiker (CDU).

## Werdegang
Dierkes lebte in Menne. Er war ab 1961 Bürgermeister der Gemeinde Menne. Nach deren Eingliederung in die Stadt Warburg war er von 1975 bis 1989 Bürgermeister der Stadt Warburg.
Von 1973 bis 1976 war er Vorsitzender des Landwirtschaftlichen Züchtervereins für den Kreis Warburg. 1989 wurde ihm die Ehrenbürgerwürde der Stadt Warburg verliehen.

## Ehrungen
- 1997: Verdienstkreuz 1. Klasse der Bundesrepublik Deutschland